# 気になる天使たち
気になる天使たち（きになるてんしたち）は、1981年4月13日 - 1981年7月20日にかけて、毎週月曜20時からフジテレビで放映していたテレビドラマである。全13回。

## ストーリー
九門太平（くもん たへい）は横浜の私立紅学園高校の教師に就任して新生活を迎える。そこには高校時代の古い友人で憧れだった浜尾衿（はまお えり）が体育教師をしていたり、下宿先の隣家には受け持ちクラスの女子生徒・オリエが住んでいたりと、さっそく縁が出来た。しかし、あの頃と変わらぬ好意を寄せた浜尾衿は未婚だがすでに小さな子供がおり、しかも子供の父親はフランスに居住していたりと家庭事情は複雑そうだったり、オリエはときに反発したかと思えば、ときに慕ってきたりと、彼女たちをなかなかつかめない。正直、まだ若くて独身の九門にとっては何かとやっかいだ。それでも、年頃の生徒の悩みから下宿先の浦野家周辺の家庭問題まで、その真っすぐな性格で身体を張って解決していく。

## 製作概要
同じ東宝の製作だった前番組『ただいま放課後』からの流れを受け継いだ教師と生徒が私生活を中心に絡む青春学園ドラマにプラスして、下宿先の家庭や下町情緒あふれる周辺のご近所の人々も絡むホームドラマの要素も取り込んだ。主演の九門太平には「ハングマン」シリーズ参加直前で、人気が上がり調子だった名高達郎、相手役の浜尾衿には志穂美悦子を起用するが、当時の二人が得意とするアクション・シーンは皆無のドラマで、あくまでも心の機微あふれる演技で見せていく。九門が受け持つクラスの女子生徒役には、倉田まり子、上田美恵、白石まるみ、萩原佐代子など当時のアイドル女優が多数起用された。彼女たちはテニス部所属で、九門がその顧問に就任するという設定から、毎回ドラマの中で見せるテニスルック姿をウリのひとつとして、製作発表記者会見にもその姿で登場するなどした。

## キャスト
主なレギュラー
- 九門太平：名高達郎
- 浜尾衿：志穂美悦子
- 浦野段平：愛川欽也
- 久子：林美智子
- 雄三（オリエの父）：小松方正
- かね子：丘さとみ
- オリエ：倉田まり子
- 加奈子：上田美恵
- 白石まるみ
- 悦子：萩原佐代子
- 安代：河野みゆき

- 丹呉年克
- 山本直子
- 奈保：渡辺有希子
- 空：岩瀬威司
- 長谷川諭
- 佐々木紀子
- 大滝裕子
- 安藤一人
- 和栗正明
- 松崎真
- 西岡慶子
- 石橋正次

- 木村有希
- 校長：久米明
- 教頭：宮尾すすむ
- 太平の父：下條正巳

ほか
主なゲスト
- 常泉忠通
- 田畑猛雄
- 加藤茂雄
- 川口節子
- 記平佳枝
- 笠井一彦
- 千波丈太郎
- 森愛
- 棟里佳
- 初井言栄
- 関谷ますみ

- 古川小夜子
- 精治（悦子の父）：山崎満
- 木村翠
- 山本伸吾
- 青地公美
- 星野晶子
- 茂夫（安代の父）：平野稔
- 里子（安代の母）：北村昌子
- 上野綾子
- 多田幸雄
- 関川慎二
- 池田生二

- 鹿島信哉
- 夏子：三浦リカ
- 三木敏彦
- 谷川：小野進也
- 段平の上司：早川雄三
- 水沢有美

ほか

## サブタイトル
| 話数 | 放送日        | サブタイトル           | 脚本            | 監督       |
| ---- | ------------- | ---------------------- | --------------- | ---------- |
| 1    | 1981年4月13日 | 噂のあいつ             | 布勢博一        | 土屋統吾郎 |
| 2    | 4月20日       | お父さん、ごめんなさい | 布勢博一 神野孝 | 土屋統吾郎 |
| 3    | 4月27日       | 負けるな代役パパ志願   | 石川孝人        | 石田勝心   |
| 4    | 5月4日        | 初恋ぞろぞろ           | 布勢博一        | 土屋統吾郎 |
| 5    | 5月11日       | ママ、学校いかないで   | 布勢博一        | 土屋統吾郎 |
| 6    | 5月18日       | 2人分の結婚式          | 今井詔二        |            |
| 7    | 5月25日       | 正義の味方・月光仮面   | 畑嶺明          | 石田勝心   |
| 8    | 6月1日        | 出逢い、そして・・・   | 石川孝人        | 石田勝心   |
| 9    | 6月15日       | 君がいて、僕がいる     | 畑嶺明          | 土屋統吾郎 |
| 10   | 6月22日       | 娘は、いまが曲り角     | 上條逸雄        | 土屋統吾郎 |
| 11   | 6月29日       | 翔んだ日曜日           | 上條逸雄        | 萩原鐵太郎 |
| 12   | 7月6日        | 結婚して下さい!        | 岡本克己        | 土屋統吾郎 |
| 13   | 7月20日       | 小さなお別れ           | 布勢博一        | 土屋統吾郎 |

## スタッフ
- 製作：フジテレビ、東宝
- プロデューサー：津島平吉
- 脚本：布施博一、上條逸雄、岡本克己、石川孝人、畑嶺明、今井詔二、神野孝
- 監督：土屋統吾郎、石田勝心、萩原鐵太郎
- 音楽:渡辺岳夫
- 挿入歌：「ふたりの水平線」（唄・倉田まり子）
- スタジオ:東宝ビルト
- 現像:東京現像所
- 衣装協力：BIG JOHN
- ロケ協力:関東学院女子短期大学
- 予告ナレーション：村越伊知郎（クレジットなし）

| フジテレビ系 月曜20:00枠 | フジテレビ系 月曜20:00枠 | フジテレビ系 月曜20:00枠      |
| 前番組                   | 番組名                   | 次番組                        |
| ------------------------ | ------------------------ | ----------------------------- |
| ただいま放課後           | 気になる天使たち         | うちの嫁さんあっちむいてプイ! |